# Сенека (Нью-Йорк)
Сенека (англ. Seneca) — місто (англ. town) в США, в окрузі Онтаріо штату Нью-Йорк. Населення — 2644 особи (2020).

## Демографія
Згідно з переписом 2010 року, у місті мешкала 2721 особа в 1011 домогосподарстві у складі 764 родин. Було 1078 помешкань
Расовий склад населення:
| - 95,8 % — білих - 0,5 % — чорних або афроамериканців - 0,2 % — азіатів - 0,1 % — корінних американців - 2,1 % — осіб інших рас |

До двох чи більше рас належало 1,2 %. Частка іспаномовних становила 4,3 % від усіх жителів.
За віковим діапазоном населення розподілялося таким чином: 21,4 % — особи молодші 18 років, 63,9 % — особи у віці 18—64 років, 14,7 % — особи у віці 65 років та старші. Медіана віку мешканця становила 43,9 року. На 100 осіб жіночої статі у місті припадало 110,1 чоловіків;  на 100 жінок у віці від 18 років та старших — 107,1 чоловіків також старших 18 років.
Середній дохід на одне домашнє господарство  становив 85 157 доларів США (медіана — 72 802), а середній дохід на одну сім'ю — 90 054 долари (медіана — 83 750). Медіана доходів становила 49 375 доларів для чоловіків та 44 722 долари для жінок. За межею бідності перебувало 6,2 % осіб, у тому числі 13,8 % дітей у віці до 18 років та 0,0 % осіб у віці 65 років та старших.
Цивільне працевлаштоване населення становило 1552 особи. Основні галузі зайнятості: освіта, охорона здоров'я та соціальна допомога — 27,0 %, роздрібна торгівля — 16,8 %, виробництво — 13,7 %.